# Банкетте
Банкетте (італ. Banchette, п'єм. Banchëtte) — муніципалітет в Італії, у регіоні П'ємонт,  метрополійне місто Турин.
Банкетте розташоване на відстані близько 550 км на північний захід від Рима, 45 км на північ від Турина.
Населення — 3259 осіб (2014).
Щорічний фестиваль відбувається 25 липня. Покровитель — San Giacomo.

## Демографія
Населення за роками:

Станом на 1 січня 2023 року в муніципалітеті офіційно проживало 398 іноземців з 43 країн, серед них 192 громадяни країн Євросоюзу та 5 громадян України.

## Сусідні муніципалітети
- Фйорано-Канавезе
- Івреа
- Павоне-Канавезе
- Салерано-Канавезе
- Самоне